# 동양 이야기
《동양 이야기》(영어: Oriental Tales, 프랑스어: Nouvelles orientales)는 프랑스 작가 마르그리트 유르스나르의 1938년 단편 모음집이다. 초기 단편소설집으로서 그리스, 발칸반도, 일본, 인도, 중국 등에서 전해지는 전설들을 토대로 단편소설 열 편을 엮은 것이다. 30대 초반의 젊은 작가였던 유르스나르의 열정과 욕망, 삶의 경험과 작가로서의 가능성이 녹아들어 있다.

## 배경
마르그리트 유르스나르의 동양에 대한 관심과 호기심이 반영된 단편들이다. 작품을 발표할 때까지 단 한 번도 동양을 본 적 없었던 서양 작가가 무소유, 공(空), 인연, 윤회, 여백, 고행과 같은 동양적 정서를 정교하게 그리고 있음에 놀라게 된다.
첫 이야기인 ＜왕포는 어떻게 구원되었나＞는 중국 한나라 시대의 화가 왕포와 제자 링의 이야기다. 집도 절도 없이 떠돌아다니는 노화가 왕포는 어느 날 황제가 사는 궁궐로 잡혀간다. 왕포의 그림들로 둘러싸인 방에서 10년을 세상과 격리되어 어린 시절을 보낸 황제는 그 방에서 나오면서 자기가 다스릴 한나라가 왕포의 그림에서처럼 아름답지 못함을 발견하고 노화가 왕포의 눈을 불로 지지고 두 손을 잘라 버리라고 명령한다. 황제는 마지막으로 왕포가 젊었을 때 그렸던 미완성 그림을 완성하라고 명령한다. 왕포는 그 그림에 푸른 바다와 작은 배 한 척을 그려 넣고 제자 링과 함께 그림 속으로 사라진다. ‘예술을 통한 구원’이라는 주제는 동서양을 막론하고 문학의 보편적 주제 중 하나이지만, 젊은 유르스나르가 중국의 전설에서 영감을 받아 다시 쓴 노화가 왕포의 이야기는 한 폭의 수묵화처럼 동양적 여백의 미가 극대화되어 있다.
＜겐지 왕자의 마지막 사랑＞은 11세기 일본의 여성 소설가인 무라사키 시키부의 대하소설에서 영감을 받아 쓴 것이다. 겐지 왕자가 화려한 연애 시절을 보낸 후 세상에서 은퇴하는 것으로 끝을 맺자, 유르스나르는 속세를 떠난 겐지 왕자의 마지막을 상상해 보고 싶었다고 고백한다. 이 프랑스식 다시 쓰기 버전에서 작가는 늙어서 눈이 멀게 된 겐지와 그의 옛 정부 하나치루사토를 주인공으로 등장시킨다.
여성 최초로 아카데미프랑세즈 회원에 선정된 대작가 유르스나르가 30대에 가졌던 열정과 욕망, 삶의 경험과 작가로서의 가능성이 녹아들어 있어 매력적인 작품들이다.